# 슬로바키아 민주기독교연합-민주당
슬로바키아 민주기독교연합-민주당(슬로바키아어: Slovenská demokratická a kresťanská únia-Demokratická strana, SDKÚ-DS)은 2000년 슬로바키아 민주연합에서 탈당한 의원이 만들어진 자유주의, 보수주의 정당이다. 2014년 유럽 의회 선거 결과, 방향-사회민주주의에 이어 기독교민주운동과 함께 제2당이다.